# Wyścig Węgier WTCC
Wyścig Węgier WTCC – runda World Touring Car Championship rozgrywana od 2011 na torze Hungaroring położonym w miejscowości Mogyoród koło stolicy Węgier, Budapesztu. Została ona dodana do kalendarza WTCC na sezon 2011 po tym jak odwołano Wyścig Maroka z powodu braku odpowiedniego zaplecza finansowego.

## Zwycięzcy
| Sezon | Kierowca                    | Samochód         | Zespół                          | Lokalizacja | Wyniki |
| ----- | --------------------------- | ---------------- | ------------------------------- | ----------- | ------ |
| 2011  | Wyścig 1: Alain Menu        | Chevrolet Cruze  | Chevrolet                       | Hungaroring | Wyniki |
| 2011  | Wyścig 2: Yvan Muller       | Chevrolet Cruze  | Chevrolet                       | Hungaroring | Wyniki |
| 2012  | Wyścig 1: Yvan Muller       | Chevrolet Cruze  | Chevrolet                       | Hungaroring | Wyniki |
| 2012  | Wyścig 2: Norbert Michelisz | BMW 320 TC       | Zengő Motorsport                | Hungaroring | Wyniki |
| 2013  | Wyścig 1: Yvan Muller       | Chevrolet Cruze  | RML                             | Hungaroring | Wyniki |
| 2013  | Wyścig 2: Robert Huff       | SEAT León        | ALL-INKL.COM Münnich Motorsport | Hungaroring | Wyniki |
| 2014  | Wyścig 1: Yvan Muller       | Citroën C-Elysée | Citroën Total WTCC              | Hungaroring | Wyniki |
| 2014  | Wyścig 2: Gianni Morbidelli | Chevrolet Cruze  | ALL-INKL.COM Münnich Motorsport | Hungaroring | Wyniki |
| 2015  | Wyścig 1: José María López  | Citroën C-Elysée | Citroën Total WTCC              | Hungaroring | Wyniki |
| 2015  | Wyścig 2: Norbert Michelisz | Honda Civic      | Zengő Motorsport                | Hungaroring | Wyniki |